# Глізе 536 b
Глізе 536 b також відома як GJ 536 b  належить до класу планет Супер-Земля розміру екзопланети, на орбіті в населеній зоні червоного карлика (M1) зірка Gliese 536. Відстань Глізе 536 b - 33 світлових роках від нашої Сонячної системи.[джерело?]
Відкрив GJ 536 b аспірант Канарського інституту астрофізики і Університету Ла-Лагуна (Іспанія), Алехандро Суарес Маскара і його науковий керівник Рафаель Реболо. Маса GJ 536 b становить приблизно 5,4 маси Землі. Зірка має цикл магнітної активності, аналогічний циклу нашого Сонця, однак більш короткий, що становить приблизно три роки. 